# Sollières-Sardières
korábbi község (település) Franciaországban, Savoie megyében. 2017. január 1-jén Lanslebourg-Mont-Cenis, Lanslevillard, Bramans és Termignon községekkel egyesült és az így létrejött Val-Cenis új község része lett.
település Franciaországban, Savoie megyében. Lakosainak száma 170 fő (2018. január 1.). Sollières-Sardières Aussois, Bramans, Lanslebourg-Mont-Cenis és Termignon községekkel határos.

## Népesség
A település népessége az elmúlt években az alábbi módon változott:
| Lakosok száma | 186  | 189  | 172  | 170  |
|               | 2013 | 2015 | 2017 | 2018 |